# Menneskehedens vugge
Menneskehedens vugge er et fællesnavn for et verdensarvområde i Sydafrika, 50 km nordvest for Johannesburg. Området omfatter 474 km² som indeholder flere kalkstens-grotter med en række fundsteder for fossile spor efter tidlige hominider.
De vigtigste grotter ligger i Sterkfontein, Kromdraai og Swartkrans.
I grotterne i Sterkfontein fandt Robert Broom i 1947 et 2,3 mill år gammel fossil af Australopithecus africanus, kendt som Mrs. Ples. Dette fund bidrog til udvidet forståelse af 1924-fundet af et Australopithecus africanus-kranie i Taung, kendt som Taung-barnet. I Taung er der stadig udgravninger.

## Fundenes histore
Robert Broom fandt i 1935 det første abemenneske-fossil ved Sterkfontein og begyndte systematiske udgravninger. I 1938 fandt den unge skoleelev Gert Terrblanche fragmenter af et kranium, og viste det til Raymond Dart. Fragmenterne blev senere identificeret som Paranthropus robustus. Samme år, i 1938, blev der også fundet en tand af et abemenneske i Coppers Cave mellem Kromdraai og Sterkfontein. I 1948 identificerede Broom de første hominide fragmenter fra Swartkrans. I 1954 begyndte Charles Kimberlin Brain sit arbejde i området, et arbejde, som skulle strække sig over mere end tredive år og omfatte det næst største fund af hominidfragmenter. Den ældste kendte brug af ild – i kontrollerede former – blev også opdaget her, og dateret som 1 million år gamle.
Phillip V. Tobias begyndte sine udgravninger i Sterkfontein i 1966, og arbejdet pågår stadig. I 1991 opdagede Lee Berger, for første gang i 48 år, et nyt fundsted – ved Gladysvale. Andre Keyser fandt fossiler ved Drimolen i 1994, og i 1997 fandt Kevin Kuykendall og Colin Menter fra University of Witwatersrand to fossile tænder ved Gondolin. Samme år fandt Ronald J. Clarke et næsten komplet skelet af en Australopithecus kaldt Little Foot. Fundet blev først dateret som 3,3 mill år gammelt, men er senere justeret til 2,5 mill år gammelt. I 2001 fandt Steve Churchill og Lee Berger efterladenskaber efter tidlige moderne mennesker ved Plovers Lake.

## Grotterne
I alt er der gjort fund af fossiler i mere end 30 grotter i området.
Hominidae er fundet i dolomittiske huler, og fossilerne er indkapslet i en blanding af kalksten og andre sedimenter. Det er sandsynligt, at hominidae har levet over store dele af Afrika, men fossilerne er kun fundet på steder hvor bevaringsvilkårene har været gunstige.
I december 2005 blev der åbnet et informationscenter i Maropeng.

## Eksterne kilder og henvisninger
- L.R. Berger and B. Hilton-Barber, Field Guide to the Cradle of Humankind (Struik, 2003)

- Sterkfontein and Maropeng visitor attractions website Arkiveret 31. december 2005 hos  Wayback Machine
- Maropeng – The Cradle of Humankind Informationscenteret
- Kort